# Suleiman ibn Abd al-Malik
Suleiman ibn Abd al-Malik was een Omajjaads kalief die regeerde van 715 tot 717. Hij was de broer van de vorige kalief Al-Walid I.

## Byzantijns-Arabische oorlogen
Hij stuurde zijn broer, generaal Maslama ibn Abd al-Malik, om het in crisis heersende Byzantijnse Rijk een definitieve slag toe te brengen: het Beleg van Constantinopel (717-718) (zie Byzantijns-Arabische oorlogen).

## Opvolging
Plots werd Suleiman ongeneeslijk ziek. Aangezien zijn oudste zoon stierf bij het beleg van Constantinopel en zijn twee andere zonen te jong waren, koos hij voor zijn neef Omar II als opvolger.